# 한네의 승천
"한네의 승천"는 한국에서 제작된 하길종 감독의 1977년 드라마 영화이다. 하명중 등이 주연으로 출연하였다.

## 줄거리
무속 마을에서 제사굿이 행해질 무렵 한네라는 여인이 선녀당에서 죽음을 기도하다가 머슴 만영의 구원을 받는다. 만영이는 한네에게 애정을 쏟지만 마을에서는 제사굿에 부정이 탄다고 쫓아내자고 하는데...

## 출연

### 주연
- 하명중
- 황해
- 전영선

## 기타
- 조명: 김연
- 미술: 조경환